# Список эпизодов телесериала «Смерть в раю»
Список эпизодов детективного телесериала «Смерть в раю» совместного производства BBC и France Télévisions, выходящего на телеканале BBC One с 25 октября 2011 года. В центре сюжета находится работа лондонского инспектора полиции на тропическом острове Сент-Мари в Карибском море.

## Обзор сезонов
| Сезон   | Серии | Серии | Даты показа     | Даты показа     | Зрители Великобритании (миллионы) |
| Сезон   | Серии | Серии | Первая серия    | Последняя серия | Зрители Великобритании (миллионы) |
| ------- | ----- | ----- | --------------- | --------------- | --------------------------------- |
| 1       | 8     | 8     | 25 октября 2011 | 13 декабря 2011 | 5,89                              |
| 2       | 8     | 8     | 8 января 2013   | 26 февраля 2013 | 7,67                              |
| 3       | 8     | 8     | 14 января 2014  | 4 марта 2014    | 8,46                              |
| 4       | 8     | 8     | 8 января 2015   | 26 февраля 2015 | 8,60                              |
| 5       | 8     | 8     | 7 января 2016   | 25 февраля 2016 | 8,08                              |
| 6       | 8     | 8     | 5 января 2017   | 23 февраля 2017 | 8,45                              |
| 7       | 8     | 8     | 4 января 2018   | 22 февраля 2018 | 7,72                              |
| 8       | 8     | 8     | 10 января 2019  | 28 февраля 2019 | 7,84                              |
| 9       | 8     | 8     | 9 января 2020   | 27 февраля 2020 | 7,54                              |
| 10      | 8     | 8     | 7 января 2021   | 18 февраля 2021 | 8,13                              |
| РВ 2021 | 1     | 1     | 26 декабря 2021 | 26 декабря 2021 | 7,96                              |
| 11      | 8     | 8     | 7 января 2022   | 25 февраля 2022 | 7,52                              |
| РВ 2022 | 1     | 1     | 26 декабря 2022 | 26 декабря 2022 | 7,83                              |
| 12      | 8     | 8     | 6 января 2023   | 24 февраля 2023 | 7,31                              |
| РВ 2023 | 1     | 1     | 26 декабря 2023 | 26 декабря 2023 | 6,61                              |
| 13      | 8     | 8     | 4 февраля 2024  | 24 марта 2024   | 7,30                              |
| РВ 2024 | 1     | 1     | 22 декабря 2024 | 22 декабря 2024 | 7,22                              |
| 14      | 8     | 8     | 31 января 2025  | 2025            | TBA                               |

## Список серий

### Сезон 1 (2011)
| № | № в сезоне | Название               | Режиссёр      | Автор сценария | Дата премьеры   | Зрители Великобритании (млн) |
| --- | ---------- | ---------------------- | ------------- | -------------- | --------------- | ---------------------------- |
| 1 | 1          | «Arriving in Paradise» | Чарльз Палмер | Роберт Торогуд | 25 октября 2011 | 6,78                         |
| Детектив-инспектор Ричард Пул прибывает на маленький райский остров для расследования убийства британского полицейского. Первое появление инспектора Ричарда Пула (Бен Миллер), сержанта Камилль Боде (Сара Мартинс), офицера Дуэйна Майерса (Дэнни Джон-Джулс), офицера Фиделя Беста (Гэри Карр) и комиссара Селвина Паттерсона (Дон Уоррингтон)                             |            |                        |               |                |                 |                              |
| 2 | 2          | «Wicked Wedding Night» | Роджер Голдби | Роберт Торогуд | 1 ноября 2011   | 6,53                         |
| Пока Ричард Пул поглощён поиском чашки хорошего английского чая, убивают невесту в день её свадьбы. Его напарница, Камилль Боде, отмечает, что это подлинная трагедия, а вот детектива-инспектора больше интересуют улики… Но кто мог убить невесту прямо в день свадьбы? И действительно ли это мог быть кто-то из её семьи? Первое появление Катрины Боде (Элизабет Буржин) |            |                        |               |                |                 |                              |
| 3 | 3          | «Predicting Murder»    | Чарльз Палмер | Роберт Торогуд | 8 ноября 2011   | 5,31                         |
| Женщина не только предсказывает своё убийство, но и дает описание своего убийцы… Нет, это кажется Ричарду Пулу слишком лёгким. Возможно, прошлое поможет раскрыть загадку трагедии, произошедшей в настоящем? Это преступление раскрыть особенно трудно, поскольку команда Ричарда уверена, что в дело замешано колдовство вуду. А детективу надо их как-то переубедить…      |            |                        |               |                |                 |                              |
| 4 | 4          | «Missing a Body?»      | Роджер Голдби | Джеймс Пейн    | 15 ноября 2011  | 5,82                         |
| Женщина приходит в участок и признаётся в убийстве своего мужа. Однако тела нигде нет. Ричарду Пулу и его команде придётся потрудиться, чтобы разгадать эту загадку. Хотя ещё больший вопрос: а правильно ли оценивает детектив-инспектор все факты? Ведь предполагаемая убийца вызывает у него романтические чувства.                                                        |            |                        |               |                |                 |                              |
| 5 | 5          | «Spot the Difference»  | Альфред Лот   | Гарри Холмс    | 22 ноября 2011  | 5,45                         |
| Расследование нового убийства становится для Ричарда Пула очень личным, поскольку жертву убили, когда тот был прикован наручниками к детективу… |            |                        |               |                |                 |                              |
| 6 | 6          | «An Unhelpful Aid»     | Альфред Лот   | Роберт Торогуд | 29 ноября 2011  | 5,30                         |
| Тропическая лихорадка свалила Ричарда Пула. Камилль — в Париже. Фиделю и Дуэйну приходится самостоятельно расследовать крайне таинственное убийство дайвера. Да еще на Сент-Мари приехала в отпуск Анжела Янг, британский полицейский, оказавшаяся ещё более раздражающей, нежели Ричард Пул.                                                                                 |            |                        |               |                |                 |                              |
| 7 | 7          | «Music of Murder»      | Пол Харрисон  | Джек Лотиан    | 6 декабря 2011  | 5,66                         |
| Перед Ричардом открывается тёмная сторона шоу-бизнеса, когда выступление знаменитой музыкальной группы заканчивается публичным убийством прямо на сцене. И если к солнцу, морю и песку он привык, то теперь нужно ещё и преодолеть страх перед змеями, чтобы найти неуловимого убийцу.                                                                                        |            |                        |               |                |                 |                              |
| 8 | 8          | «Amongst Us»           | Пол Харрисон  | Роберт Торогуд | 13 декабря 2011 | 6,29                         |
| Дуэйн оказывается втянут в расследование убийства. На месте преступления часть улик указывает на него. А Ричард Пул должен выбрать: решить загадку или всё же вернуться домой? |            |                        |               |                |                 |                              |

### Сезон 2 (2013)
| № | № в сезоне | Название                     | Режиссёр    | Автор сценария   | Дата премьеры   | Зрители Великобритании (млн) |
| --- | ---------- | ---------------------------- | ----------- | ---------------- | --------------- | ---------------------------- |
| 9 | 1          | «A Murder on the Plantation» | Кит Боак    | Делинда Джейкобс | 8 января 2013   | 8,20                         |
| Владельца сахарной плантации находят мёртвым с мачете в спине. Под подозрением оказываются члены семьи жертвы, но у всех них есть алиби — во время убийства они находились на виду друг у друга. Ричард ищет альтернативное объяснение произошедшему… |            |                              |             |                  |                 |                              |
| 10 | 2          | «An Unholy Death»            | Олрик Райли | Колин Байтуэй    | 15 января 2013  | 7,84                         |
| Юная сестра Тереза погибает в пожаре в своей комнате в местном монастыре. Всё указывает на несчастный случай, однако, когда Ричард находит записку с угрозами, становится понятно, что Тереза что-то узнала и из-за этого была убита… |            |                              |             |                  |                 |                              |
| 11 | 3          | «Death in the Clinic»        | Дэвид О’Нил | Дэн Сефтон       | 22 января 2013  | 7,98                         |
| Всё указывает на то, что Валери Дюпри покончила с собой в клинике пластической хирургии, однако Ричард убеждён, что на самом деле её убили, хотя он и не может объяснить как именно. К своему удивлению, команда обнаруживает, что это на самом деле подпольная контора, предоставляющая преступникам новые личности…                                                                     |            |                              |             |                  |                 |                              |
| 12 | 4          | «A Deadly Curse»             | Олрик Райли | Роберт Торогуд   | 29 января 2013  | 7,68                         |
| На Сент-Мари приезжает группа охотников за сокровищами. Вскоре лидер команды Дэниел Морган получает ранения при взрыве, а одного из членов команды оказывается застрелен. Ричард считает, что череда несчастных случаев подстроена самим Дэниелом. Однако вскоре подозреваемый обнаруживается в камере без признаков жизни…                                                               |            |                              |             |                  |                 |                              |
| 13 | 5          | «Murder Onboard»             | Кит Боак    | Джек Лотиан      | 5 февраля 2013  | 7,21                         |
| Подруга Камилль, Эйми, падает замертво на яхте на глазах у самой Камилль. Селвин требует арестовать нелегальную группу по производству алкоголя, но Ричард сосредотачивается на поиске убийцы. Команда пытается установить, у кого был мотив убить Эйми… |            |                              |             |                  |                 |                              |
| 14 | 6          | «A Dash of Sunshine»         | Олрик Райли | Колин Байтуэй    | 12 февраля 2013 | 7,49                         |
| Ричард расследует смерть женщины, задушенной на арендованной ею вилле. Главными подозреваемыми являются муж жертвы (и по совместительству бывший коллега Ричарда), сестра (и единственная наследница) жертвы и уборщица. Ричард начинает подозревать, не связано ли убийство со старым делом в Великобритании… Ральф Литтл (будущий инспектор Невилл Паркер) появляется в роли Уилла Тига |            |                              |             |                  |                 |                              |
| 15 | 7          | «A Stormy Occurrence»        | Дэвид О’Нил | Джеймс Пейн      | 19 февраля 2013 | 7,42                         |
| Сент-Мари готовится к урагану. Метеоролога Лео Даунса убивают и представляют всё так, будто он погиб в результате урагана. Ричард со командой пытаются понять, у кого из коллег жертвы был мотив, однако дело осложняется тем, что у каждого подозреваемого есть алиби на момент убийства…                                                                                                |            |                              |             |                  |                 |                              |
| 16 | 8          | «A Deadly Party»             | Олрик Райли | Роберт Торогуд   | 26 февраля 2013 | 7,50                         |
| Филантроп Малкольм Пауэлл застрелен на благотворительном мероприятии по сбору средств. Все подозреваемые в тот момент находились в поле зрения Камилль. Подозрение падает на некоего Джека Робертса, скрывшегося с места преступления. Но где же он может скрываться на Сент-Мари? Тем временем Фидель сдаёт экзамены на сержанта, и команда устраивает ему праздник.                     |            |                              |             |                  |                 |                              |

### Сезон 3 (2014)
| № | № в сезоне | Название                      | Режиссёр        | Автор сценария                  | Дата премьеры   | Зрители Великобритании (млн) |
| --- | ---------- | ----------------------------- | --------------- | ------------------------------- | --------------- | ---------------------------- |
| 17 | 1          | «Death of a Detective»        | Силла Уэр       | Роберт Торогуд                  | 14 января 2014  | 8,69                         |
| Инспектора Ричарда Пула находят с ножом для льда в груди во время университетской встречи выпускников. Из Лондона возглавить расследование прилетает инспектор Хамфри Гудман. Команда скорбит по Ричарду и одновременно пытается приспособиться к новому начальнику, которого находит довольно странным. Хамфри раскрывает дело, но получает звонок от жены в Великобритании, которая объявляет, что уходит от него… Последнее регулярное появление инспектора Ричарда Пула (Бен Миллер) Первое появление инспектора Хамфри Гудмана (Крис Маршалл) |            |                               |                 |                                 |                 |                              |
| 18 | 2          | «The Wrong Man»               | Силла Уэр       | Дэйзи Коулам                    | 21 января 2014  | 8,46                         |
| Тею Холмс находят отравленной на съёмочной площадке фильма ужасов. Выясняется, что много лет назад она сидела в тюрьме за ограбление, которое пошло не так. Хамфри считает, что её убили по ошибке, однако всё становится ещё более запутанно, когда умирает главный подозреваемый… |            |                               |                 |                                 |                 |                              |
| 19 | 3          | «An Artistic Murder»          | Душан Лазаревич | Пол Лог                         | 28 января 2014  | 8,04                         |
| Когда жиголо убивают после художественной выставки, выясняется, что он звонил в участок за несколько минут до своей смерти, сообщив о женщине, угрожающей ему пистолетом. Тем временем Фидель мучается угрызениями совести, поскольку он прекратил общение с жертвой, считая, что жиголо в качестве лучшего друга будет выглядеть плохо… |            |                               |                 |                                 |                 |                              |
| 20 | 4          | «Ye of Little Faith»          | Душан Лазаревич | Иэн Кершоу                      | 4 февраля 2014  | 8,45                         |
| Когда в отеле на Сент-Мари останавливается команда экипажа авиакомпании, стюардессу находят мёртвой. Команда узнаёт, что ей сообщили о повышении всего за несколько часов до убийства. Улики указывают на пилота, однако Хамфри считает, что его подставляют… |            |                               |                 |                                 |                 |                              |
| 21 | 5          | «Political Suicide»           | Роберт Куинн    | Роберт Торогуд                  | 11 февраля 2014 | 8,84                         |
| Министра торговли Сент-Мари обнаруживают мёртвым. Несмотря на предсмертную записку, угол огнестрельного ранения предполагает, что он был убит. Дело осложняется, когда вскрывается роман министра со своей помощницей Леной… |            |                               |                 |                                 |                 |                              |
| 22 | 6          | «The Early Bird»              | Роберт Куинн    | Джей-Си Уилшер и Саймон Уинстон | 18 февраля 2014 | 8,27                         |
| Группа орнитологов приезжает на остров Сент-Мари в поисках редкого зелёного попугая. Одного из них закалывают охотничьим ножом во время экспедиции в джунглях. Команда узнаёт, что Марка недолюбливали и у него был роман с женой коллеги-орнитолога. Обстоятельства преступления заставляют Хамфри усомниться в способностях убийцы… |            |                               |                 |                                 |                 |                              |
| 23 | 7          | «The Man with the Golden Gun» | Ричард Сигни    | Джек Лотиан                     | 25 февраля 2014 | 8,40                         |
| Когда непопулярного застройщика убивают на своём частном острове, Хамфри с командой отправляются на остров для расследования. Под подозрение попадают экономка, секретарша и трое детей жертвы. Из-за плохой погоды команда вынуждена остаться на острове с убийцей. Выясняется, что убитый планировал изменить завещание… |            |                               |                 |                                 |                 |                              |
| 24 | 8          | «Rue Morgue»                  | Ричард Сигни    | Роберт Торогуд                  | 4 марта 2014    | 8,52                         |
| Эмму Реддинг находят мёртвой в своей комнате в местном доме престарелых; всё указывает на то, что это было самоубийство. Однако, когда её друзья и жених настаивают, что Эмма не хотела умирать, Хамфри начинает подозревать, что её на самом деле убили. Тем временем на Сент-Мари приезжает жена инспектора, а сам Хамфри признаётся Фиделю в своих растущих чувствах к Камилль… Последнее появление сержанта Фиделя Беста (Гэри Карр) |            |                               |                 |                                 |                 |                              |

### Сезон 4 (2015)
| № | № в сезоне | Название                    | Режиссёр     | Автор сценария      | Дата премьеры   | Зрители Великобритании (млн) |
| --- | ---------- | --------------------------- | ------------ | ------------------- | --------------- | ---------------------------- |
| 25 | 1          | «Stab in the Dark»          | Ричард Сигни | Роберт Торогуд      | 8 января 2015   | 8,92                         |
| Во время фестиваля острова Фете Мури проводится спиритический сеанс, в ходе которого пытаются связаться с убитым слугой из 1850 года. Когда убивают владельца завода по производству рома, участники убеждены, что это дело рук призрака… Тем временем комиссар Паттерсон представляет команде сержанта Флоренс Кассель. Первое появление сержанта Флоренс Кассель (Жозефина Жобер) Дон Жилет (будущий инспектор Мервин Уилсон) появляется в роли Андре Моргана |            |                             |              |                     |                 |                              |
| 26 | 2          | «Hidden Secrets»            | Ричард Сигни | Саймон Уинстон      | 15 января 2015  | 8,51                         |
| Владелец школы сёрфинга застрелен и ограблен в своей мастерской, хотя она была заперта изнутри. Под подозрение попадают трое его учеников, один из которых уже разыскивается полицией за кражу. Врач жертвы сообщает инспектору, что тот был неизлечимо болен. Тем временем Хамфри продолжает ухаживать за Камилль, а Дуэйн превращается в трудоголика… |            |                             |              |                     |                 |                              |
| 27 | 3          | «Damned If You Do…»         | Дэвид О’Нил  | Том Хиггинс         | 22 января 2015  | 8,45                         |
| Во время застолья общества наследия Сент-Мари гости получают пищевое отравление. Когда президент общества умирает, команда начинает расследование происшествия. К тому же, всего за час до своей смерти он звонил Хамфри с сообщением, что кто-то пытается его убить. Тем временем чувства Хамфри к Камилль достигают пика… |            |                             |              |                     |                 |                              |
| 28 | 4          | «Until Death Do You Part»   | Дэвид О’Нил  | Ребекка Войцеховски | 29 января 2015  | 8,69                         |
| Хамфри вызывают в отель, где был найден труп невесты на следующее утро после девичника. Команда быстро устанавливает, что невеста знала своего убийцу, поскольку охотно впустила его в свою комнату… Тем временем Камилль размышляет о своём будущем на Сент-Мари после того, как ей предлагают работу во Франции… Несмотря на признание Хамфри, она решает начать новую жизнь в Париже. Последнее регулярное появление сержанта Камилль Боде (Сара Мартинс)    |            |                             |              |                     |                 |                              |
| 29 | 5          | «Swimming in Murder»        | Пол Мерфи    | Иэн Кершоу          | 5 февраля 2015  | 8,47                         |
| После отъезда Камилль Флоренс повышают до сержанта, а к команде присоединяется новый офицер Джей-Пи Хупер. Тем временем солист поп-группы погибает от удара током, когда осветительная установка падает в бассейн. Оказывается, что все подозреваемые держали обиду на жертву, которая сожгла студию музыкального продюсера более 20 лет назад… Первое появление офицера Джей-Пи Хупера (Тоби Бакаре)                                                           |            |                             |              |                     |                 |                              |
| 30 | 6          | «The Perfect Murder»        | Пол Мерфи    | Марк Бразерхуд      | 12 февраля 2015 | 8,38                         |
| Жители Сент-Мари празднуют выход волейбольной команды в финал чемпионата по волейболу среди островов. Праздник оказывается испорченным, когда известную спортсменку обнаруживают в кузове своего джипа с ножевым ранением в сердце… Хамфри с командой находятся под давлением общественности, требующей найти убийцу девушки. |            |                             |              |                     |                 |                              |
| 31 | 7          | «She Was Murdered Twice»    | Ричард Сигни | Дана Файнару        | 19 февраля 2015 | 9,10                         |
| Властная начальница Аннет Берджесс убита в своей постели. Хамфри узнаёт, что её телефон был украден, а один из их главных подозреваемых имел с ней тайную связь. Хотя он признаётся в убийстве, Хамфри обнаруживает, что жертва на самом деле была мертва ещё до того, как тот в неё выстрелил… |            |                             |              |                     |                 |                              |
| 32 | 8          | «Unlike Father, Unlike Son» | Ричард Сигни | Мэттью Барри        | 26 февраля 2015 | 8,30                         |
| Когда подозреваемого в убийстве убивают в тюремной камере, Хамфри узнаёт, что на жертву точили зуб его жена и брат. Несмотря на это, Хамфри не может понять, как именно было совершено преступление, поскольку Джей-Пи и Дуэйн оба охраняли камеру… Тем временем отец Хамфри прилетает на Сент-Мари, чтобы убедить сына вернуться в Великобританию и воссоединиться с женой…                                                                                    |            |                             |              |                     |                 |                              |

### Сезон 5 (2016)
| № | № в сезоне | Название             | Режиссёр       | Автор сценария | Дата премьеры   | Зрители Великобритании (млн) |
| --- | ---------- | -------------------- | -------------- | -------------- | --------------- | ---------------------------- |
| 33 | 1          | «The Complex Murder» | Эдвард Беннетт | Роберт Торогуд | 7 января 2016   | 8,71                         |
| На яхте убивают миллионера-филантропа, в то время как все потенциальные убийцы в тот момент находятся в море на виду друг у друга. Рядом с жертвой обнаруживается игрушечный солдатик, что сбивает Хамфри с толку. Вскоре команда узнаёт, что у филантропа были разногласия со всеми подозреваемыми…                                         |            |                      |                |                |                 |                              |
| 34 | 2          | «One for the Road»   | Эдвард Беннетт | Дэн Мюрден     | 14 января 2016  | 8,17                         |
| Уходящий губернатор Сент-Мари, Кэролайн Бамбер, отравлена напитком, который ей подал Селвин на прощальной вечеринке. В сумке жертвы Хамфри находит неподписанную записку, предупреждающую Кэролайн о её собственной смерти… Тем временем попытки Хамфри найти девушку через сайты знакомств не имеют большого успеха.                        |            |                      |                |                |                 |                              |
| 35 | 3          | «Posing in Murder»   | Одри Кук       | Том Хиггинс    | 21 января 2016  | 7,83                         |
| Хамфри и его команду вызывают для расследования убийства модели во время благотворительной фотосессии. Выясняется, что у жертвы был сталкер в дополнение к трём другим подозреваемым, у которых были причины желать ей смерти… Одной из моделей оказывается Рози, давняя любовь Джей-Пи, с которой он сближается во время следствия.         |            |                      |                |                |                 |                              |
| 36 | 4          | «A Personal Murder»  | Одри Кук       | Эмма Гудвин    | 28 января 2016  | 7,78                         |
| На похоронах своего друга Седрика Дуэйн получает сообщение от самого покойного, в котором утверждается, что он был убит. Хотя в заключении коронера значится смерть по естественным причинам, дальнейшее расследование показывает, что Седрика на самом деле задушили…                                                                       |            |                      |                |                |                 |                              |
| 37 | 5          | «Lost Identity»      | Роджер Симонс  | Роберт Торогуд | 4 февраля 2016  | 8,14                         |
| Тётя Хамфри, Мэри, навещающая его на острове, становится свидетельницей того, как бизнесмен Джон Грин падает с балкона и разбивается насмерть. Вскоре выясняется, что Джон Грин — поддельная личность, а жертва на самом деле находилась под защитой свидетелей на острове за шесть лет до этого…                                            |            |                      |                |                |                 |                              |
| 38 | 6          | «Dishing Up Murder»  | Роджер Симонс  | Дана Файнару   | 11 февраля 2016 | 7,90                         |
| После открытия своего нового ресторана Роберт Холт получает ножевое ранение. Поскольку у жертвы украден телефон и кошелёк, Хамфри и его команда изначально думают, что это было ограбление. Алиби на ночь убийства нет только у обанкротившегося бывшего заключённого, однако у подозреваемых с алиби есть более веские мотивы для убийства… |            |                      |                |                |                 |                              |
| 39 | 7          | «The Blood Red Sea»  | Ричард Сигни   | Уилл Фишер     | 18 февраля 2016 | 8,00                         |
| Всего через несколько часов после ссоры с конкурентом Ньютоном Фарреллом, охотника за сокровищами Тоша Уокера убивают на лодке Ньютона и сбрасывают в море. Хотя Ньютон является главным подозреваемым и все улики указывают на него, у него есть железное алиби — в момент убийства его видели в баре на острове…                           |            |                      |                |                |                 |                              |
| 40 | 8          | «Flames of Love»     | Ричард Сигни   | Мэттью Барри   | 25 февраля 2016 | 8,09                         |
| Туристка Шан Эванс найдена мертвой в запертой ванной комнате. Все улики указывают на то, что женщина совершила самоубийство, однако Хамфри убеждён, что её убили… Тем временем Хамфри сталкивается со своей знакомой из Великобритании Мартой Ллойд и приглашает её свидание, а Джей-Пи женится на Рози.                                     |            |                      |                |                |                 |                              |

### Сезон 6 (2017)
| № | № в сезоне | Название                       | Режиссёр      | Автор сценария | Дата премьеры   | Зрители Великобритании (млн) |
| --- | ---------- | ------------------------------ | ------------- | -------------- | --------------- | ---------------------------- |
| 41 | 1          | «Erupting in Murder»           | Клер Виньярд  | Дана Файнару   | 5 января 2017   | 9,26                         |
| Когда вулканолога находят мёртвым на склоне действующего вулкана, все улики указывают на естественную смерть, но Хамфри считает иначе. У всех коллег жертвы есть алиби, а единственный другой подозреваемый отсутствовал во время убийства. Так что же то произошло в день смерти учёного? |            |                                |               |                |                 |                              |
| 42 | 2          | «The Secret of the Flame Tree» | Жермен Жульен | Келли Джонс    | 12 января 2017  | 8,69                         |
| Бывшую одноклассницу Флоренс находят мёртвой у подножия скалы. Её смерть перекликается с описанием самоубийства в книге местной писательницы Сильви Батист «Пылающее дерево». Главные подозреваемые — Сильви, её редактор и два организатора, — подтверждают алиби друг друга… |            |                                |               |                |                 |                              |
| 43 | 3          | «The Impossible Murder»        | Клер Виньярд  | Алекс Уокер    | 19 января 2017  | 8,21                         |
| Хамфри приглашает Марту провести романтические выходные в отеле, однако их отдых прерывается, когда убивают брата управляющего. Инспектор не может понять, как убийца проник в комнату жертвы, поскольку единственный доступ туда был по лестнице, которая всё это время была в поле зрения самого Хамфри… |            |                                |               |                |                 |                              |
| 44 | 4          | «Stumped in Murder»            | Жермен Жульен | Дэн Мюрден     | 26 января 2017  | 7,96                         |
| Президент и звёздный игрок крикетного клуба Сент-Мари найден застреленным на поле после вечеринки. Подозрение падает на капитана команды, однако вскоре выясняется, что у жертвы был конфликт со своим сыном в ночь убийства. Дело осложняется, когда команда узнаёт, что убитого шантажировали… |            |                                |               |                |                 |                              |
| 45 | 5          | «Man Overboard — Part One»     | Ричард Сигни  | Роберт Торогуд | 2 февраля 2017  | 8,04                         |
| Тома Льюиса убивают на лодке, в пяти милях от берега, во время вечеринки с его подругой Софи и её друзьями. Все подозреваемые подтверждают алиби друг друга, а обнаруженная в лодке улика связывает Тома с банком в Великобритании. Хамфри вместе с Дуэйном, Флоренс и подозреваемыми летят в Англию, где им в расследовании помогает инспектор Джек Муни… Первое появление инспектора Джека Муни (Ардал О’Хэнлон)                       |            |                                |               |                |                 |                              |
| 46 | 6          | «Man Overboard — Part Two»     | Ричард Сигни  | Роберт Торогуд | 9 февраля 2017  | 8,71                         |
| Пока Хамфри в Великобритании расследует убийство сотрудника банка, Джей-Пи и комиссар Паттерсон на Сент-Мари выясняют, что Том занимался контрабандой рома. Углубившись в семейные связи жертвы, два инспектора раскрывают дело. Хамфри решает остаться в Лондоне с Мартой, а Джек вместе со своей дочерью Шиван отправляется на Сент-Мари в качестве его временной замены. Последнее появление инспектора Хамфри Гудмана (Крис Маршалл) |            |                                |               |                |                 |                              |
| 47 | 7          | «In the Footsteps of a Killer» | Саймон Делани | Дана Файнару   | 16 февраля 2017 | 8,32                         |
| Пока Джек обустраивается на Сент-Мари, он попытаться понять, почему турист Тайлер Маккарти пришёл в полицейский участок и заявил, что может предоставить алиби для Надин Хантер, которая была заключена в тюрьму восемь лет назад за убийство работодательницы. И если Надин невиновна, то кто же тогда настоящий убийца? |            |                                |               |                |                 |                              |
| 48 | 8          | «Murder in the Polls»          | Саймон Делани | Уилл Фишер     | 23 февраля 2017 | 8,42                         |
| Когда на Сент-Мари начинается голосование за нового мэра, Дуэйна назначают охранять избирательный участок. Однако когда одного из кандидатов убивают в кабинке для голосования, двое соперников — Катрина Боде и Питер Бакстер — становятся непосредственными подозреваемыми… Подход Джека к делу настолько впечатляет Селвина, что тот предлагает инспектору остаться на острове на постоянной основе.                                  |            |                                |               |                |                 |                              |

### Сезон 7 (2018)
| № | № в сезоне | Название                        | Режиссёр          | Автор сценария | Дата премьеры   | Зрители Великобритании (млн) |
| --- | ---------- | ------------------------------- | ----------------- | -------------- | --------------- | ---------------------------- |
| 49 | 1          | «Murder from Above»             | Джонатан Гершфилд | Роберт Торогуд | 4 января 2018   | 8,17                         |
| Невеста падает с балкона отеля и разбивается насмерть в день своей свадьбы с миллиардером. Джек убежден, что её убили, поскольку она не закрыла крышечку лака для ногтей перед падением с балкона. Подозреваемыми оказываются управляющий отеля и дети жениха, не желавшие делить состояние с мачехой. Флоренс получает ранение во время задержания преступника…                          |            |                                 |                   |                |                 |                              |
| 50 | 2          | «The Stakes Are High»           | Стюарт Сваасанд   | Джейк Ридделл  | 11 января 2018  | 8,04                         |
| Во время финала турнира по покеру с призом в 3 миллиона долларов, который проходит Сент-Мари, один из финалистов падает замертво прямо во время игры. Сначала Джек подозревает, что он был убит отравленной игральной картой, но затем оказывается, что дело в отравленной сигаре. Пока Флоренс вынуждена оставаться в офисе из-за травмы, Дуэйн временно исполняет обязанности сержанта… |            |                                 |                   |                |                 |                              |
| 51 | 3          | «Written in Murder»             | Джонатан Гершфилд | Джастин Янг    | 18 января 2018  | 8,22                         |
| Тело писателя вытаскивают из моря с ножом в сердце. Команда выясняет, что у жертвы был конфликт со своим литературным агентом из-за плохих продаж его книг… Тем временем у Дуэйна намечается новый роман, но ему мешает то, что он временно делит дом с Джеком… Первое появление (как второстепенного персонажа) Дарлин Кёртис (Джинни Холдер)                                            |            |                                 |                   |                |                 |                              |
| 52 | 4          | «The Healer»                    | Стюарт Сваасанд   | Том Хиггинс    | 25 января 2018  | 7,65                         |
| Известный целитель возвращается на Сент-Мари со своей женой спустя 35 лет. Во время обряда исцеления его смертельно больная подруга детства травится и умирает. Команда приходит в замешательство, когда выясняется, что больше никто, кто пил из той же чаши, что и жертва, не пострадал…                                                                                                |            |                                 |                   |                |                 |                              |
| 53 | 5          | «Murder on the Day of the Dead» | Иэн Барнс         | Роберт Торогуд | 1 февраля 2018  | 7,53                         |
| Пока Сент-Мари празднует День мёртвых, убивают Дэйзи Андерсон, организатора благотворительного аукциона в яхт-клубе. Джек обнаруживает, что у жертвы был роман с членом яхт-клуба, из-за чего муж Дэйзи хотел с ней развестись. Дело осложняется, поскольку у всех подозреваемых по делу имеется алиби…                                                                                   |            |                                 |                   |                |                 |                              |
| 54 | 6          | «Meditated in Murder»           | Иэн Барнс         | Дэмиан Уэйлинг | 8 февраля 2018  | 7,38                         |
| Джека и команду вызывают в ретрит, для расследования убийства владельца заведения. Во время преступления все подозреваемые по делу медитировали и находились на виду друг у друга. Хотя у них всех есть мотив, Джек затрудняется установить, как именно было совершено убийство… Что, если разгадка кроется в преступном прошлом жертвы?                                                  |            |                                 |                   |                |                 |                              |
| 55 | 7          | «Dark Memories»                 | Сара Уокер        | Джеймс Холл    | 15 февраля 2018 | 7,6                          |
| Старый школьный друг Джей-Пи признаётся в убийстве Юджина Джонса. Джек сомневается, что он действительно убил Юджина из-за арахиса, который тот сжимал в кулаке перед смертью… Тем временем Дуэйн празднует свой день рождения со своей девушкой Дарлин и отцом Нельсоном, который приезжает навестить сына. Отбытие (как второстепенного персонажа) Дарлин Кёртис (Джинни Холдер)        |            |                                 |                   |                |                 |                              |
| 56 | 8          | «Melodies of Murder»            | Сара Уокер        | Уилл Фишер     | 22 февраля 2018 | 7,19                         |
| Когда ведущего гитариста популярной на Сент-Мари регги-группы убивают в гримёрке после концерта, Джек оказывается вовлечён в расследование двойного убийства, включая дело, которое преследует комиссара уже 30 лет. Тем временем отец Дуэйна Нельсон обустраивается на Карибах как у себя дома… Отбытие офицера Дуэйна Майерса (Дэнни Джон-Джулс)                                        |            |                                 |                   |                |                 |                              |

### Сезон 8 (2019)
| № | № в сезоне | Название                            | Режиссёр        | Автор сценария | Дата премьеры   | Зрители Великобритании (млн) |
| --- | ---------- | ----------------------------------- | --------------- | -------------- | --------------- | ---------------------------- |
| 57 | 1          | «Murder on the Honoré Express»      | Стюарт Сваасанд | Пол Лог        | 10 января 2019  | 8,34                         |
| Пол Рейнор зарезан в автобусе до Оноре. Подозреваемыми являются трое других пассажиров и водитель автобуса, ни один из которых не мог совершить преступление так, чтобы остальные не заметили. Команда вскоре обнаруживает, что у всех четырёх был мотив для убийства из-за участия жертвы в ограблении казино 15 лет назад… |            |                                     |                 |                |                 |                              |
| 58 | 2          | «Murder Most Animal»                | Стюарт Сваасанд | Джастин Янг    | 17 января 2019  | 7,91                         |
| Местный смотритель зоопарка найден с огнестрельным ранением в спину отравленным дротиком. Единственными вероятными подозреваемыми являются другие сотрудники, включая его жену, брата и сестру, которые все были вместе на момент преступления. Тем временем команда должна ввести в курс дела нового офицера Руби Паттерсон, недавно окончившую колледж племянницу комиссара… Первое появление офицера Руби Паттерсон (Шико Амос) |            |                                     |                 |                |                 |                              |
| 59 | 3          | «Wish You Weren’t Here»             | Сара О’Горман   | Джеймс Холл    | 24 января 2019  | 7,54                         |
| Телеведущую убивают во время съёмок последнего эпизода её программы о путешествиях на острове. Под подозрение попадает её продюсер, однако когда его тоже убивают, Джек обнаруживает, что расследование ведёт его в совершенно неожиданном направлении… Тем временем Флоренс возвращается из отпуска и объявляет о своей помолвке.                                                                                                 |            |                                     |                 |                |                 |                              |
| 60 | 4          | «Frappe Death Day»                  | Сара О’Горман   | Том Нэш        | 31 января 2019  | 7,98                         |
| Местный кофейный магнат застрелен после объявления о намерении продать семейный бизнес и уйти на пенсию. Джек подозревает, что убийцей является один из родственников жертвы, однако внутрисемейные распри ещё больше усложняют расследование… Тем временем комиссар Паттерсон просит инспектора расследовать деятельность нелегальных крабовых гонок на острове.                                                                  |            |                                     |                 |                |                 |                              |
| 61 | 5          | «Beyond the Shining Sea — Part One» | Жермен Жульен   | Салли Эббот    | 7 февраля 2019  | 7,47                         |
| Местное рыболовецкое сообщество потрясено убийством королевы рыболовного фестиваля. Джек пытается выяснить, как пропавшая буханка хлеба может быть связана с убийством, но ситуация осложняется, когда становится известно о связи жениха Флоренс Патриса с жертвой… |            |                                     |                 |                |                 |                              |
| 62 | 6          | «Beyond the Shining Sea — Part Two» | Жермен Жульен   | Роджер Энстоун | 14 февраля 2019 | 7,75                         |
| Команда пребывает в шоке, когда Флоренс едва не погибает, а её жениха убивают. Джек понимает, что должен быстро раскрыть дело, чтобы предотвратить дальнейшие жертвы. Новая зацепка наводит команду на верный след… Флоренс сообщает, что не может больше оставаться на Сент-Мари после трагедии и ей нужно время справиться с утратой. Отбытие сержанта Флоренс Кассель (Жозефина Жобер)                                          |            |                                     |                 |                |                 |                              |
| 63 | 7          | «Murder on the Airwaves»            | Ричард Сигни    | Роберт Торогуд | 21 февраля 2019 | 7,61                         |
| Местного диджея убивают в запертой комнате во время прямой трансляции своей еженедельной радиопрограммы. Главным подозреваемым становится его коллега, который давно метил на место жертвы. Пока это запутанное дело испытывает на прочность навыки команды, Джек оказывается втянут во внутреннее расследование, которое возглавляет сержант Мадлен Дюма… Первое появление сержанта Мадлен Дюма (Ауд Легастелоис-Биде)            |            |                                     |                 |                |                 |                              |
| 64 | 8          | «Murder Begins at Home»             | Ричард Сигни    | Джеймс Холл    | 28 февраля 2019 | 8,09                         |
| На остров обрушивается тропический ливень, заставляя троих туристов и их провожатого искать укрытие. К утру один из них обнаруживается мёртвым, причём его тело каким-то образом оказывается в запертом полицейском участке… Кто же убийца и как ему удалось пронести труп в здание полиции? |            |                                     |                 |                |                 |                              |

### Сезон 9 (2020)
| № | № в сезоне | Название                         | Режиссёр       | Автор сценария                     | Дата премьеры   | Зрители Великобритании (млн) |
| --- | ---------- | -------------------------------- | -------------- | ---------------------------------- | --------------- | ---------------------------- |
| 65 | 1          | «La Murder Le Diablé»            | Иэн Барбер     | Джеймс Холл                        | 9 января 2020   | 8,12                         |
| В канун Нового года Ванессу Маккормак находят зарезанной в собственном доме. Свидетель сообщает, что видел человека в маске дьявола, убегающего с места преступления. Несколько часов спустя на зятя жертвы нападает тот же «дьявол»… Джек с командой должны установить связь между этими двумя случаями.                                                               |            |                                  |                |                                    |                 |                              |
| 66 | 2          | «A Murder in Portrait»           | Иэн Барбер     | Том Нэш                            | 16 января 2020  | 7,62                         |
| Знаменитая художница Донна Харман умирает в своей студии, выпив энергетический напиток с примесью цианида. Кроме жертвы, никто не имел доступа ни к напитку, ни к студии — так как же убийца нанёс удар? Тем временем роман Джека с Анной набирает обороты во время прогулки на лодке…                                                                                  |            |                                  |                |                                    |                 |                              |
| 67 | 3          | «Tour De Murder»                 | Полетт Рэндалл | Ориана Мессина и Фэй Раслинг       | 23 января 2020  | 7,45                         |
| Велосипедиста обнаруживают мёртвым после падения в овраг во время Тура Антильских островов. Всё указывает на несчастный случай, но откуда тогда на трупе взялся клочок ткани от футболки, не принадлежавшей жертве? Тем временем Джек пытается убедить Анну остаться на Сент-Мари, но у неё другие планы на жизнь…                                                      |            |                                  |                |                                    |                 |                              |
| 68 | 4          | «Pirates of the Murder Scene»    | Полетт Рэндалл | Уилл Фишер                         | 30 января 2020  | 7,43                         |
| Расследуя дело о трупе в лодке, Джек должен решить, поехать ли с Анной или остаться на Сент-Мари. В конце концов, Джек отказывает Анне, но, узнав, что его дочь окончила колледж, он решает вернуться в Лондон к своей прошлой жизнь, чем скрываться от проблем на острове. Последнее появление инспектора Джека Муни (Ардал О’Хэнлон)                                  |            |                                  |                |                                    |                 |                              |
| 69 | 5          | «Switcharoo»                     | Ричард Сигни   | Роберт Торогуд                     | 6 февраля 2020  | 7,69                         |
| Во время расследования предполагаемого самоубийства в отеле команда вынуждена вызвать инспектора Невилла Паркера, страдающего многочисленными аллергиями. Паркер устанавливает, что «самоубийство» на самом деле является убийством, несмотря на то, что убийца никак не мог покинуть запертый изнутри номер… Первое появление инспектора Невилла Паркера (Ральф Литтл) |            |                                  |                |                                    |                 |                              |
| 70 | 6          | «Murder on Mosquito Island»      | Ричард Сигни   | Том Нэш и Кефи Чедвик              | 13 февраля 2020 | 8,04                         |
| Команда расследует смерть инструктора по выживанию. Он был найден мёртвым в лесу во время проведения учебного курса на небольшом необитаемом острове у побережья Сент-Мари. Тем временем инспектор Паркер умудряется серьёзно разозлить комиссара Паттерсона… |            |                                  |                |                                    |                 |                              |
| 71 | 7          | «Death in the Salon»             | Дженни Дарнелл | Джеймс Холл и Виктория Асаре-Арчер | 20 февраля 2020 | 7,18                         |
| Парикмахершу убивают в её собственном салоне в присутствии ещё трёх человек, которые ничего не заметили. Почему стиральная машина была включена через пару минут после убийства? И где орудие убийства? Тем временем раздражающие привычки инспектора Паркера действуют всем на нервы, а сам Паркер убеждён, что ящерица Гарри — причина его новой сыпи…                |            |                                  |                |                                    |                 |                              |
| 72 | 8          | «Now You See Him, Now You Don’t» | Дженни Дарнелл | Джеймс Холл                        | 27 февраля 2020 | 6,77                         |
| Слепая актриса — единственная свидетельница убийства мужа. Но можно ли ей доверять? Последнее появление сержанта Мадлен Дюма (Ауд Легастелоис-Биде) и офицера Руби Паттерсон (Шико Амос) |            |                                  |                |                                    |                 |                              |

### Сезон 10 (2021)
| № | № в сезоне | Название                | Режиссёр     | Автор сценария           | Дата премьеры   | Зрители Великобритании (млн) |
| --- | ---------- | ----------------------- | ------------ | ------------------------ | --------------- | ---------------------------- |
| 73 | 1          | «Pilot of the Airwaves» | Ричард Сигни | Джастин Янг              | 7 января 2021   | 8,42                         |
| Журналистка, собирающаяся выпустить разоблачительную статью об известной на Сент-Мари телеведущей, найдена мёртвой в своём бассейне. Инспектор Паркер убеждён, что убийцей является её соведущий, однако тот в то время находился в прямом эфире… Тем временем Флоренс возвращается на вакантную должность сержанта, а комиссар сообщает, что офицер Руби Паттерсон и сержант Мадлен Дюма перебрались в Париж. Возвращение сержанта Флоренс Кассель (Жозефина Жобер)                      |            |                         |              |                          |                 |                              |
| 74 | 2          | «Steamy Confessions»    | Ричард Сигни | Эмма Гудвин              | 14 января 2021  | 7,71                         |
| Когда археолога травят мышьяком во время раскопок, подозреваемая сознаётся в преступлении, однако улики указывают на теё невиновность… Землевладельцы также попадают под подозрение, поскольку они были против раскопок. Тем временем комиссар нанимает нового офицера — Марлона Прайса, — что повергает в шок офицера Хупера… Первое появление Марлона Прайса (Таж Майлс) |            |                         |              |                          |                 |                              |
| 75 | 3          | «Lucky in Love»         | Крис Фоггин  | Джеймс Холл и Хелен Блэк | 21 января 2021  | 7,87                         |
| Тело победительницы лотереи находит в саду её подруга, которую кто-то тут же сбивает с ног. Однако вскоре оказывается, что тело исчезло… Паркер начинает подозревать мужа жертвы, у которого есть алиби, предоставленное его беременной любовницей. Расследование совпадает с годовщиной гибели жениха Флоренс, а жена Джей-Пи вот-вот должна родить… |            |                         |              |                          |                 |                              |
| 76 | 4          | «Chain Reaction»        | Крис Фоггин  | Дэн Мюрден               | 28 января 2021  | 8,07                         |
| Инспектор Паркер попадает в больницу после тяжёлой аллергической реакции на укус москита. Медсестра из его отделении умирает от передозировки ночью в запертой комнате. Невилл сомневается, что это было самоубийством, и начинает расследование… |            |                         |              |                          |                 |                              |
| 77 | 5          | «Music To My Ears»      | Джордан Хогг | Джеймс Холл              | 4 февраля 2021  | 8,38                         |
| Пианист Паша Вердиников застрелен во время сочинения музыки на фортепиано в своей комнате. Однако все подозреваемые — жена и Паши, их и экономка — подтверждают алиби друг друга. Расследование приводит к человеку, который предположительно погиб в автокатастрофе 20 лет назад. Когда Флоренс отправляется в Лондон, а Катрина подвергается нападению в своём собственном доме, комиссар Паттерсон вызывает из Парижа Камилль… Гостевое появление сержанта Камилль Боде (Сара Мартинс) |            |                         |              |                          |                 |                              |
| 78 | 6          | «Fake or Fortune»       | Джордан Хогг | Джеймс Холл              | 5 февраля 2021  | 8,62                         |
| Катрина в больнице рассказывает Невиллу, что разговаривала с Пашей в порту. Следуя этой зацепке, команда вместе с Камилль отправляется на соседний остров Сент-Элен, чтобы понять, что же произошло 20 лет назад и кто убил пианиста. Тем временем Катрине становится хуже, а переживающую за мать Камилль посещают видения инспектора Ричарда Пула, убитого на острове… Гостевое появление сержанта Камилль Боде (Сара Мартинс) Камео инспектора Ричарда Пула (Бен Миллер)               |            |                         |              |                          |                 |                              |
| 79 | 7          | «Somewhere in Time»     | Тоби Фроу    | Том Нэш                  | 12 февраля 2021 | 7,75                         |
| Скип Марсден найден на пляже с гарпуном в груди в 11 милях от того места, где была пришвартована его лодка с четырьмя пьяными участниками мальчишника, один из которых является избалованным виконтом и по совместительству женихом. Дело осложняется, когда у Марсдена в горле обнаруживается шерсть от его умершей собаки, а сам он, как выясняется, перевозил контрабанду наркотиков…                                                                                                  |            |                         |              |                          |                 |                              |
| 80 | 8          | «I’ll Never Let You Go» | Тоби Фроу    | Джули Диксон             | 18 февраля 2021 | 8,19                         |
| Эммет Петерсон вваливается в полицейский участок в окровавленной рубашке, с пистолетом в руках и сообщает, что застрелил свою лучшую подругу. Несмотря на это, у Невилла возникают сомнения в его виновности, а изучение прошлого жертвы приводит к нескольким скелетам в шкафу… Тем временем сержант Хупер принимает повышение, а Катрина советует Невиллу сделать шаг навстречу Флоренс. Последнее регулярное появление офицера Джей-Пи Хупера (Тоби Бакаре)                            |            |                         |              |                          |                 |                              |

### Рождественский выпуск 2021
| № | № в сезоне | Название                | Режиссёр    | Автор сценария | Дата премьеры   | Зрители Великобритании (млн) |
| --- | ---------- | ----------------------- | ----------- | -------------- | --------------- | ---------------------------- |
| 81 | –          | «Christmas in Paradise» | Бен Келлетт | Джеймс Холл    | 26 декабря 2021 | 7,93                         |
| Богатый судоходный магнат найден мёртвым во время рождественской вечеринке. Всё становится ещё более странным, когда в деле оказывает замешан лондонский таксист, на которого совершается покушение… Тем временем Флоренс навещает семью, а Невилл пытается пригласить её на свидание… Гостевое появление офицера Дуэйна Майерса (Дэнни Джон-Джулс) |            |                         |             |                |                 |                              |

### Сезон 11 (2022)
| № | № в сезоне | Название              | Режиссёр      | Автор сценария               | Дата премьеры   | Зрители Великобритании (млн) |
| --- | ---------- | --------------------- | ------------- | ---------------------------- | --------------- | ---------------------------- |
| 82 | 1          | «Last Call to Honoré» | Дженни Паддон | Роберт Торогуд               | 7 января 2022   | 8,25                         |
| Гэбриел Тейлор найден зарезанным у телефонной будки на пустыре. Команда обнаруживают, что это был последний этап инструкций похитителей дочери жертвы. Чтобы раскрыть дело, Паркеру приходится углубиться в историю семьи… Тем временем Флоренс сообщает Невиллу, что хочет остаться друзьями. После завершения дела, приходит известие о том, что один из невиновных подозреваемых, Отис, был застрелен на Ямайке. Первое появление сержанта Наоми Томас (Шантол Джексон)                                           |            |                       |               |                              |                 |                              |
| 83 | 2          | «A Double Bogey»      | Дженни Паддон | Кевин Рандл и Джеймс Холл    | 14 января 2022  | 7,66                         |
| Убивают Брэдли Фэйркрофта, который приехал навестить своего брата Коннора, владеющего полем для гольфа на Сент-Мари. Орудие убийства — клюшку для гольфа — находят в запертом шкафчике Коннора, однако у него есть алиби. Так кто же на самом деле убил Брэдли и подставил его брата? Тем временем Невилл испытывает неловкость в общении с Флоренс, а Наоми узнает, что Марлон — молодой правонарушитель. Флоренс является кандидатом на секретную миссию по установлению личности убийцы Отиса.                    |            |                       |               |                              |                 |                              |
| 84 | 3          | «Death in Flight»     | Леон Лопес    | Иэн Джарвис                  | 21 января 2022  | 7,81                         |
| Инфлюенсер Зак Огилви организует групповой прыжок с парашютом, чтобы поприветствовать нового члена компании Алессу. После того, как Зак совершает одиночный прыжок, его находят на дереве зарезанным. Местом преступления становится небо… Тем временем Флоренс выбирают для миссии под прикрытием — присматривать за дочерью Миранды Пристли, главы наркокартеля. Однако она колеблется, когда к ней возвращаются старые страхи…                                                                                    |            |                       |               |                              |                 |                              |
| 85 | 4          | «Undercover and Out»  | Леон Лопес    | Джеймс Холл и Роберт Торогуд | 28 января 2022  | 7,55                         |
| Флоренс работает под прикрытием у Миранды Пристли, выдавая себя за няню по имени Селеста. Неожиданно в доме застреливают некоего Харли Джозефа, с которым Миранда накануне ссорилась. Команда вынуждена вести расследование, не раскрывая при этом прикрытие Флоренс… Последнее регулярное появление сержанта Флоренс Кассель (Жозефина Жобер) |            |                       |               |                              |                 |                              |
| 86 | 5          | «Painkiller Thriller» | Тоби Фроу     | Эшер Пири и Джеймс Холл      | 4 февраля 2022  | 7,36                         |
| Известную певицу и бывшую наркоманку Аяну находят мёртвой в реабилитационном центре. Причина смерти — аллергическая реакция на аспирин, который ей дали вместо обычного лекарства. Под подозрением оказывается Дарлин Кёртис, бывшая девушка Дуэйна и подруга Селвина… Команда берётся очистить имя Дарлин и найти настоящего убийцу. Тем временем Невилла неожиданно навещает его сестра Иззи, а Наоми замещает сержанта после ухода Флоренс. Возвращение (как регулярного персонажа) Дарлин Кёртис (Джинни Холдер) |            |                       |               |                              |                 |                              |
| 87 | 6          | «Phone-In Murder»     | Тоби Фроу     | Эмма Гудвин                  | 11 февраля 2022 | 7,15                         |
| Группа друзей посещает Сент-Мари, чтобы развеять прах своей умершей подруги. Одна из них, Ив Уайлдинг, звонит из отеля в полицию, чтобы сообщить об убийстве. Невилл с командой находят Ив задушенной в бассейне, но Наоми удаётся её реанимировать. О чьём убийстве пыталась сообщить жертва и что произошло? Тем временем Иззи всё ещё гостит у Невилла, а Дарлин проводит расследование на стороне. |            |                       |               |                              |                 |                              |
| 88 | 7          | «Murdering Lyrical»   | Рут Карни     | Джиллиан Мэннион             | 18 февраля 2022 | 7,36                         |
| Звезде регги-рэпа Трентону Айзеку стреляют в голову прямо на сцене во время шоу на Сент-Мари. Марлон шокирован, когда выясняется, что сообщником подозреваемого оказывается один из его старых друзей… Тем временем Невилл не одобряет решения Иззи родить ребёнка на Сент-Мари, даже не сообщив своему партнёру о беременности, и просит Катрину переубедить её. |            |                       |               |                              |                 |                              |
| 89 | 8          | «Death of a Pawn»     | Рут Карни     | Джеймс Холл                  | 25 февраля 2022 | 7,08                         |
| Известного шахматиста убивают во время первого шахматного поединка за последний год на глазах у толпы. Расследование команды находится под пристальным наблюдением общественности. Одной из подозреваемых оказывается журналистка Мэгги Харпер, бывшая жена комиссара Паттерсона, которая сообщает Селвину, что у него есть взрослая дочь Адрина… Тем временем Невилл пробует онлайн-знакомства. |            |                       |               |                              |                 |                              |

### Рождественский выпуск 2022
| № | № в сезоне | Название          | Режиссёр  | Автор сценария | Дата премьеры   | Зрители Великобритании (млн) |
| --- | ---------- | ----------------- | --------- | -------------- | --------------- | ---------------------------- |
| 90 | –          | «The Death Ghost» | Рут Карни | Джеймс Холл    | 26 декабря 2022 | 7,82                         |
| Писательницу криминальных романов, которая приехала изучать старое дело о пропавшем ребёнке находят мёртвой на болоте. Всё указывает на то, что её убил призрак пропавшего мальчика… Тем временем Невилл проводит Рождество в одиночестве и случайно встречает английскую туристку Софи Чемберс. |            |                   |           |                |                 |                              |

### Сезон 12 (2023)
| № | № в сезоне | Название                         | Режиссёр               | Автор сценария               | Дата премьеры   | Зрители Великобритании (млн) |
| --- | ---------- | -------------------------------- | ---------------------- | ---------------------------- | --------------- | ---------------------------- |
| 91 | 1          | «Murder in the Stars»            | Деклан Рекс            | Иэн Джарвис                  | 6 января 2023   | 7,70                         |
| Группа астрономов наблюдает редкое звёздное явление на утёсе, когда один из них срывается и разбивается насмерть… Хотя всё указывает на самоубийство, незаконченный кроссворд в кармане жертвы доказывает, что он не планировал покончить с собой. Но кто мог столкнуть человека со скалы так, чтобы никто этого не услышал? |            |                                  |                        |                              |                 |                              |
| 92 | 2          | «The Communal Death»             | Деклан Рекс            | Эмма Гудвин и Джеймс Холл    | 13 января 2023  | 7,84                         |
| Когда члена местной коммуны выживальщиков находят отравленным в запертом бункере, всё указывает на самоубийство, однако всё оказывается не так просто… Тем временем детектив Невилл Паркер продолжает встречаться с Софи, а комиссар пытается отговорить Марлона Прайса от сдачи экзамена на сержанта, считая такой шаг преждевременным. |            |                                  |                        |                              |                 |                              |
| 93 | 3          | «Murder on the High Seas»        | Стив Бретт             | Кит Ламберт и Джеймс Холл    | 20 января 2023  | 7,32                         |
| Агент по недвижимости найдена мёртвой на лодке после того, как остальные пассажиры сошли на берег. Оказывается, что она была мошенницей, связанной с каждым из пассажиров, однако у всех них есть надёжное алиби… Тем временем Марлон пытается произвести впечатление на комиссара, чтобы ему не пришлось готовиться к экзаменам. Невилл скучает по Софи и просит совета у своего старого друга, детектива Эндрю Бакли, который позже неожиданно приезжает на Сент-Мари. |            |                                  |                        |                              |                 |                              |
| 94 | 4          | «An Unpleasant Homecoming»       | Стив Бретт             | Катерина Уотсон              | 27 января 2023  | 7,28                         |
| Наоми возвращается на свой родной остров Сент-Варнава на свадьбу лучшей подруги, однако торжество оказывается испорченным, когда отец невесты появляется с ножом в груди, обвиняя свою бывшую жену и мать невесты… Команда отправляется на Сент-Варнаву, чтобы помочь с расследованием. Тем временем на Сент-Мари Катрина помогает комиссару наладить отношения с его дочерью.                                                                                           |            |                                  |                        |                              |                 |                              |
| 95 | 5          | «On the Sanctity of Children»    | Леон Лопес             | Том Нэш                      | 3 февраля 2023  | 7,25                         |
| Праздник в местном детском доме заканчивается трагедией, когда одного из его самых известных бывших воспитанников находят мёртвым. Один из сотрудников берёт на себя вину, но расследование вскоре показывает, что дело не так просто… Тем временем Невилл и Софи возобновляют свой роман, когда она возвращается на остров ради него, а комиссар с трудом общается с дочерью.                                                                                           |            |                                  |                        |                              |                 |                              |
| 96 | 6          | «A Murder Forewarned — Part 1»   | Энджи де Шастелей Смит | Патрик Хоумс                 | 10 февраля 2023 | 6,89                         |
| Когда водителя водного такси убивают всего через несколько минут после того, как Невилл получает письмо с предупреждением о готовящемся убийстве, улики указывают на криминолога Дэвида Картрайта. Невилл приходит к Картрайту, чтобы выяснить отношения, однако вскоре криминолога находят зарезанным… Команде приходится арестовать Невилла, но мог ли он действительно совершить убийство?                                                                            |            |                                  |                        |                              |                 |                              |
| 97 | 7          | «Sins of the Detective — Part 2» | Энджи де Шастелей Смит | Джеймс Холл                  | 17 февраля 2023 | 7,10                         |
| Детектив-инспектор Карен Флиткрофт приезжает на Сент-Мари расследовать причастность Невилла к убийству Дэвида Картрайта, но команда убеждена в его невиновности. Во главе с комиссаром Паттерсоном, команда ищет настоящего убийцу, попутно раскрывая несколько преступлений, в том числе связанное с детективом Бакли. Успеют ли они раскрыть дело до того, как Невиллу предъявят обвинение в убийстве?                                                                 |            |                                  |                        |                              |                 |                              |
| 98 | 8          | «A Calypso Caramba»              | Леон Лопес             | Джеймс Холл и Лиза Макмаллин | 24 февраля 2023 | 7,17                         |
| Убийство совершается прямо под носом у инспектора Паркера. Невилл переживает кризис доверия после истории с Софи и объявляет комиссару о своём намерении уйти… Чтобы поставить точку в предыдущем деле и сосредоточиться на текущем, Невилл приезжает поговорить с ней. Он вновь обретает веру в свои способности как детектива, раскрывает дело и решает остаться на Сент-Мари.                                                                                         |            |                                  |                        |                              |                 |                              |

### Рождественский выпуск 2023
| № | № в сезоне | Название          | Режиссёр   | Автор сценария | Дата премьеры   | Зрители Великобритании (млн) |
| --- | ---------- | ----------------- | ---------- | -------------- | --------------- | ---------------------------- |
| 99 | –          | «It’s Behind You» | Стив Бретт | Джеймс Холл    | 26 декабря 2023 | 6,61                         |
| Менеджер по маркетингу Дебби Кламсон прилетает на Сент-Мари, чтобы провести Рождество со своими работодателями, богатой семьёй Стеблфорт. Вскоре глава семьи погибает, а сама Дебби исчезает… Невилл пребывает в растерянности из-за отсутствия улик, а приезд его мамы ещё больше усложняет ситуацию… |            |                   |            |                |                 |                              |

### Сезон 13 (2024)
| № | № в сезоне | Название                 | Режиссёр               | Автор сценария             | Дата премьеры   | Зрители Великобритании (млн) |
| --- | ---------- | ------------------------ | ---------------------- | -------------------------- | --------------- | ---------------------------- |
| 100 | 1          | «Going Round in Circles» | Стив Хьюз              | Том Нэш и Джеймс Холл      | 4 февраля 2024  | 7,66                         |
| Празднование 50-летия службы в полиции принимает неожиданный оборот для комиссара Паттерсона, когда в него стреляют в местном яхт-клубе… Тем временем Катрина улетает в Париж, где её дочь Камилль рожает первенца. Камилль советует Невиллу жить полной жизнью; становится понятно, что у Невилла всё ещё есть чувства к Флоренс. Гостевое появление сержанта Камилль Боде (Сара Мартинс) |            |                          |                        |                            |                 |                              |
| 101 | 2          | «Your Number’s Up»       | Стив Хьюз              | Патрик Хоумс               | 11 февраля 2024 | 7,43                         |
| Нападение с ножом на бывшего руководителя благотворительной организации осложняется, когда вскрывается давняя кража 5 миллионов фунтов стерлингов у британской банды и таинственное исчезновение вора… Тем временем комиссар изо всех сил пытается вернуться на службу после ранения, а Дарлин устраивает себе и Наоми двойное свидание. |            |                          |                        |                            |                 |                              |
| 102 | 3          | «Serving Up Murder»      | Энджи де Шастелей Смит | Катерина Уотсон            | 18 февраля 2024 | 6,96                         |
| Известный шеф-повар умирает от отравления во время разговора с Андриной Харпер Паттерсон, дочерью Селвина, после кулинарного конкурса. Команда оказывается в замешательстве: кто отравил жертву, если он в тот день не ел ничего, что не пробовали сами конкурсанты? Тем временем Невилл начинает переписку с первым и единственным фанатом своего блога… |            |                          |                        |                            |                 |                              |
| 103 | 4          | «Murder Most Electric»   | Энджи де Шастелей Смит | Джеймс Кэри и Патрик Хоумс | 25 февраля 2024 | 7,30                         |
| Когда в Оноре отключается электроэнергия, Невилл и его команда отправляются на подстанцию и обнаруживают убитого током бывшего технического гения из Великобритании. Расследование приводит к ферме для майнинга криптовалюты, однако у всех троих подозреваемых есть алиби на время отключения электроэнергии. И кто же тогда убийца? |            |                          |                        |                            |                 |                              |
| 104 | 5          | «As the Sun Sets…»       | Трейси Ларкомб         | Джеймс Холл                | 3 марта 2024    | 7,01                         |
| Марлон получает таинственный телефонный звонок от своего бывшего босса, который якобы тяжело ранен, умоляет его о помощи. В доме Марлон обнаруживает застреленного бывшего босса, а единственным свидетелем инцидента оказывается попугай… Тем временем его сестра Джослин собирается переехать на Ямайку учиться, и Марлон решает её сопровождать. Комиссар Паттерсон и Джей-Пи Хупер устраивают его в полицию Ямайки. Последнее появление офицера Марлона Прайса (Таж Майлс) Гостевое появление сержанта Джей-Пи Хупера (Тоби Бакаре) |            |                          |                        |                            |                 |                              |
| 105 | 6          | «Murder Going Down»      | Трейси Ларкомб         | Джеймс Коулман             | 10 марта 2024   | 7,35                         |
| На элитном курорте женщина садится в лифт живой, а на ресепшен она пребывает зарезанной… Под подозрением оказываются муж жертвы, её дочь и зять. Дуэйн Майерс возвращается, чтобы помочь с расследованием, а Невилл планирует уехать с острова на поиски любви. Тем временем Флоренс выходит из программы защиты свидетелей и собирается вернуться на Сент-Мари с соседнего острова Сент-Огаст… Возвращение офицера Дуэйна Майерса (Дэнни Джон-Джулс) и сержанта Флоренс Кассель (Жозефина Жобер)                                       |            |                          |                        |                            |                 |                              |
| 106 | 7          | «A Tale of Two Islands»  | Леон Лопес             | Джеймс Холл                | 17 марта 2024   | 7,26                         |
| Группа из четырёх «друзей» прибывают на остров Сент-Огаст, чтобы снимать контент для своих подписчиков. Блогеры вступают в конфликт с другой одинокой постоялицей, которая грозиться раскрыть их истинное лицо. Дело принимает тёмный оборот, когда её находят мёртвой в бассейне отеля… Флоренс назначают расследовать убийство. |            |                          |                        |                            |                 |                              |
| 107 | 8          | «A Murder in the Skies»  | Леон Лопес             | Джеймс Холл                | 24 марта 2024   | 7,47                         |
| Когда Невилл собирается отправиться на поиски своей второй половинки, в его самолёте в Доминику убивают одного из пассажиров. Инспектор Паркер решает вернуться, чтобы раскрыть одно последнее дело, и понимает, что Флоренс может быть любовью всей его жизни… Тем временем Флоренс готовится отправиться путешествовать на яхте. Успеет ли он воссоединиться с ней пока не стало слишком поздно? Последнее появление сержанта Флоренс Кассель (Жозефина Жобер) и инспектора Невилла Паркера (Ральф Литтл)                             |            |                          |                        |                            |                 |                              |

### Рождественский выпуск 2024
| № | № в сезоне | Название         | Режиссёр   | Автор сценария | Дата премьеры   | Зрители Великобритании (млн) |
| --- | ---------- | ---------------- | ---------- | -------------- | --------------- | ---------------------------- |
| 108 | –          | «Christmas 2024» | Леон Лопес | Джеймс Холл    | 22 декабря 2024 | 7,22                         |
| Когда в отеле убивают туриста в наряде Санта-Клауса, свидетелем преступления оказывается маленький ребёнок… Ситуация осложняется, когда ещё одного человека в костюме Санты застреливают из того же пистолета. Последний ряженный выживает и оказывается под охраной Дуэйна. Лондон поручает расследование детективу-инспектору Мервину Уилсону, отдыхающему на Сент-Мари… Первое появление инспектора Мервина Уилсона (Дон Жилет) Последнее появление офицера Дуэйна Майерса (Дэнни Джон-Джулс) |            |                  |            |                |                 |                              |

### Сезон 14 (2025)
| № | № в сезоне | Название    | Режиссёр      | Автор сценария             | Дата премьеры   | Зрители Великобритании (млн) |
| --- | ---------- | ----------- | ------------- | -------------------------- | --------------- | ---------------------------- |
| 109 | 1          | «Episode 1» | Дженни Пэддон | Джеймс Холл                | 31 января 2025  | 6,36                         |
| Протеже Джей-Пи — офицер Бенджамин Брайс, — заменивший Дуэйна, погибает в свой первый рабочий день в предполагаемой велосипедной аварии. Мервин случайно проезжает мимо места преступления по пути в аэропорт и решает заняться делом, особенно когда улики начинают указывать на убийство. Тем временем Мервин думает, что его мать на самом деле убили, и решает остаться на Сент-Мари, чтобы во всём разобраться… Гостевое появление сержанта Джей-Пи Хупера (Тоби Бакаре)                                            |            |             |               |                            |                 |                              |
| 110 | 2          | «Episode 2» | Дженни Пэддон | Том Нэш                    | 7 февраля 2025  | н/д                          |
| Дарлин и Наоми радуются назначению нового инспектора, пока не узнают, что им является Мервин. Его первое официальное дело — убийство финалиста британского приключенческого игрового шоу, которого закололи во время спуска по канатной дороге. Тем временем Брайса заменяет офицер Себастьян Роуз, чья восторженность раздражает Мервина, а сам Мервин пытается тайно расследовать смерть своей матери, что в свою очередь раздражает комиссара Паттерсона… Первое появление офицера Себастьяна Роуза (Шакил Али-Йебуа) |            |             |               |                            |                 |                              |
| 111 | 3          | «Episode 3» | Иэн Арье      | Сара Дин                   | 14 февраля 2025 | н/д                          |
| Когда владелица оздоровительного бизнеса умирает от аллергической реакции на её новый продукт по уходу за кожей, Мервин подозревает, что это было убийство. Тем временем Дарлин недовольна Себастьяном, провалившим свои первые задания, а комиссар сталкивается с урезанием бюджета и угрозой сокращения… Мервин заручается помощью Наоми в расследовании смерти своей матери. |            |             |               |                            |                 |                              |
| 112 | 4          | «Episode 4» | Иэн Арье      | Патрик Хоумс и Джеймс Холл | 21 февраля 2025 | н/д                          |
| Во время переговоров о продаже местного ликёроводочного завода нынешний владелец получает смертельное отравление, а остальные трое — его сестра, новая владелица и её сын — не смертельное отравление. Оказывается, что жертва звонила Мервину за несколько дней до этого, и инспектор начинает подозревать, что это было убийство. Тем временем Себастьян вместе с Катриной пытаются сохранить комиссару работу… |            |             |               |                            |                 |                              |
| 113 | 5          | «Episode 5» | Кэрис Льюис   | Джо Эйнсворт               | 28 февраля 2025 | н/д                          |
| 114 | 6          | «Episode 6» | Кэрис Льюис   | Джеймс Холл                | 7 марта 2025    | н/д                          |
| 115 | 7          | «Episode 7» | Джон Мейденс  | Джеймс Холл                | 14 марта 2025   | н/д                          |
| 116 | 8          | «Episode 8» | TBD           | TBD                        | 2025            | TBD                          |